# 杜洛沃湖
56°57′35″N 30°26′58″E / 56.95972°N 30.44944°E
杜洛沃湖（俄语：Дулово），是俄羅斯的湖泊，位於該國西北部，由普斯科夫州負責管轄，處於洛克尼亞區，面積5.4平方公里，集水區面積64.7平方公里，平均水深0.5米，最大水深2.2米。